# Kociubynśke
Kociubynśke (ukr. Коцюбинське, do 1941 roku Berkoweć, ukr. Берковець) – osiedle typu miejskiego na Ukrainie, w obwodzie kijowskim, w rejonu buczańskim, obok lasu Biłyczańskiego. W 2020 roku liczyło ok. 16,8 tys. mieszkańców.

## Historia
Osiedle Kociubynśke jako osada powstała w 1900 roku w granicach Imperium Rosyjskiego. Wtedy nazywała się przysiółek Berkoweć. Na terenie gospodarstwa znajdowało się jedno podwórko, na którym mieszkały dwie rodziny strażników leśnych. Posiadali dwie dziesięciny (1,1 hektara) ziemi. Gospodarstwo należało do Kijowsko-Podolskiego Departamentu Mienia Państwowego. Jedna z legend o pochodzeniu nazwy wsi mówi, że nazwa "Berkoweć" pochodzi od słowa "birka" - drewnianego naczynia, w którym miód był przechowywany przez dzikie pszczoły. Inna legenda wskazuje, że stara nazwa osady pochodzi od nazwiska pierwszego osadnika.
W 1897 roku rozpoczęto budowę kolei Kijów-Kowel, którą ukończono w 1903 roku. W tym samym czasie wokół niego rozpoczęto budowę osiedli, wsi i stacji kolejowych. W 1903 roku w pobliżu przysiółka Berkoweć zbudowano przystanek kolejowy, który później przebudowano na stację kolejową Biłyczi. 5 km od stacji znajdowała się wieś Biłyczi, która powstała w XII wieku. Dlatego możemy przypuszczać, że nazwa nowej stacji pochodzi od nazwy tej miejscowości.
Po rewolucji październikowej 1917 roku miejscowość znalazła się w granicach Ukraińskiej Republiki Ludowej, proklamowanej 20 listopada 1917 w Kijowie. W 1920 roku bolszewicy ostatecznie zdobyli Kijów i okolice. W grudniu 1922 roku Ukraińska Socjalistyczna Republika Radziecka została jedną z republik związkowych Związku Socjalistycznych Republik Radzieckich.
W październiku 1923 roku wieś Berkoweć rejonu hostomelskiego okręgu kijowskiego obwodu kijowskiego została włączona do miasta Kijowa i podporządkowana Radzie Miejskiej Kijowa.
We wrześniu 1930 roku, po zmianie struktury administracyjno-terytorialnej Ukrainy i likwidacji powiatów wsi. Berkoweć został włączony do strefy podmiejskiej Kijowa jako część rady wsi Biłyczi w ramach Rady Miejskiej Kijowa. W kwietniu 1937 roku Rada Osiedlowa Biłyczi została włączona do nowo utworzonego rejonu kijowskiego (swiatoszyńskiego).
11 lutego 1941 roku osada Berkoweć została wykluczona ze składu Rady Wiejskiej Biłyczi i otrzymała status osiedla typu miejskiego i nową nazwę - osiedle im. Kociubyńskiego. W tym samym czasie do nowej osady włączono teren stacji kolejowej Biłyczi. W czasie II wojny światowej, od 24 sierpnia 1941 roku do 9 listopada 1943 roku, osiedle im. Kociubyńskiego było okupowane przez wojska hitlerowskie. 
W grudniu 1962 roku osiedle im. Kociubyńskiego zostało przydzielono Radzie Miejskiej Irpień i wraz z nią zostało wydalone z rejonu kijowsko-swiatoszyńskiego obwodu kijowskiego i podporządkowano bezpośrednio Radzie Obwodowej Kijowa.
W styczniu 1965 roku osiedle im. Kociubyńskiego Rady Miejskiej Irpień zostało przemianowano na osiedle Kociubynśke. W tym samym czasie osiedle zostało pozostawione jako część miast regionalnej podległości miasta Irpień wraz z osiedlami Biłyczi, Bucza, Worzel i Kociubynśke.
W trakcie rozpadu Związku Radzieckiego 24 sierpnia 1991 roku ukraiński parlament ogłosił deklarację niepodległości Ukrainy, wskutek czego miejscowość pozostała w składzie Rady Miejskiej Irpień obwodu kijowskiego niepodległej Ukrainy.
W dniu 3 marca 2018 roku w osiedlu Kociubynśke odbyło się zebranie gromady, na którym większość obecnych głosowała za przyłączeniem osiedla do Kijowa. Wyniki głosowania sołtys przesłał do Kijowskiej Rady Miejskiej i Parlamentu.
17 lipca 2020 roku wskutek reformy ustroju Ukrainy powstała Kociubyńska osiedlowa gromada